# デジモンクロニクル
『デジモンクロニクル』とは株式会社バンダイから発売された携帯ゲーム機
『デジモンペンデュラムX』（以下ペンデュラムX）シリーズのバックグラウンドストーリーである。
ペンデュラムXのversionごとに、それぞれ章名と副題が付けられており、以下に記述する。
- version1.0とversion1.5が『現在の章』、Ver1.0の副題は「X‐進化」、Ver1.5の副題は「死のX‐進化」
- version2.0が『過去の章』、副題は「X-CAST」
- version3.0が『最終章』、副題は「バトル進化」

おおまかな流れとしてVer1.0はVer1.5へと続き、同時進行でVer2.0、そしてVer3.0へと収束していく。
なお、テレビスペシャル『デジタルモンスター ゼヴォリューション』はこの『デジモンクロニクル』を基にストーリーを構成している。

## ストーリー

### プロローグ
成長、進化を繰り返すことでその容量を肥大化させていったデジモンたちは、「デジタルワールド」自身の容量を超えようとしており、それによりデジタルワールドは崩壊の危機に瀕していた。
その最悪の事態を回避するため、デジタルワールドを管理するホストコンピューター「イグドラシル」は、「プロジェクト・アーク（箱舟計画）」を計画。
その内容はイグドラシルのセキュリティの要である「ロイヤルナイツ」と、研究対象となるデジモンのみを新デジタルワールドへ転送、他のデジモンたちを「Xプログラム」によって強制削除するというものだった。
こうして、選ばれたデジモンは新たな世界で新たな進化をはじめ、不要なデジモンは削除されていくはずだった。
しかし、デジモンの生存本能は凄まじかった。Xプログラムを取り込み「X抗体」を作り出し、「X‐進化・ゼヴォリューション」することにより生き延びたのである。
だが、X抗体と言えど長くXプログラムの脅威にさらされるのは危険であり、また旧デジタルワールドはさらなる強き抗体を求め、奪い合う、これまで以上に弱肉強食の世界となる。
そうして生き残ったデジモンたちはXプログラムの脅威の無い新デジタルワールドへと逃げ込んでいった。しかしイクドラシルはそれを異分子とし、ロイヤルナイツによるXデジモンの殲滅が発令された。
- 現在の章 〜X‐進化〜
- 現在の章 〜死のX‐進化〜
- 過去の章 〜X-CAST〜
- 最終章 〜バトル進化〜

## 登場人物・参戦デジモン
堂本コータ&ドルモン
ベルサンディターミナルを冒険するコンビ。
ドルモンはドルガモン→ドルグレモン→ドルゴラモン進化していき、デクスリューションでデクスドルゴラモンへとX進化する。
デクスドルゴラモンからドルモンだけ分離した後、ラプタードラモン→グレイドモン→アルファモンへとX進化する。
武者ユージ&リュウダモン
ウルドターミナルを冒険するコンビ。
リュウダモンはギンリュウモン→ヒシャリュウモン→オウリュウモンへと進化していく。
後にスクルドターミナルでアルファモンと融合し、そのデータは究極戦刃王竜剣と翼へと変化する。
オメガモン
イグドラシルの配下、ロイヤルナイツの一員。聖騎士であるが、完全なる善ではなく自らの正義を信念として動く。イグドラシルの命の元、主の計画の邪魔となるデジモンを排除するために行動する。
ベルサンディターミナルにおいてX進化を遂げ究極体に進化したドルモン（ドルゴラモン）により窮地に立たされた際に（主の意思に反していると知りつつ）X進化を遂げる。
デュークモン
ロイヤルナイツの一員だが、X進化したデジモンを試すかのような独自の行動を取る。X進化の経緯は不明。
デクスドルゴラモン
オメガモンXに敗れたドルゴラモンが「死のX進化」を遂げた姿。
デクスモン
デクスドルゴラモンを危険な存在と判断したイグドラシルが、生体データ（つまりドルモン）を残して未来の世界へと残りのデータを緊急転送した後に出現した。
正確にはデジモンではなくプログラムの類とされ、プロセス0からプロセスFを繰り返す。

## カードダス
デジモンクロニクルをベースとしているのはブースター第20弾から第23弾、スターター9と10、およびアルティメットバトルセット『X進化デック』まで。
- ブースター20 〜X-進化の系譜〜
- ブースター21 〜X殲滅部隊の猛威〜
- ブースター22 〜覚醒・禁断の闇進化〜
- ブースター23 〜創世記を紡ぐ者たち〜

以下はクロニクルの世界観を説明したカード。
|        | ナンバー | カード名               |  |
| ------ | -------- | ---------------------- |  |
| 第1章  | Bx-32    | デジタルワールドの危機 |  |
| 第2章  | Bx-33    | イグドラシル           |  |
| 第3章  | Bx-34    | 新世界NDW              |  |
| 第4章  | Bx-35    | ゼヴォリューション！   |  |
| 第5章  | Bx-36    | オメガモン襲来         |  |
| 第6章  | Bx-73    | 新しき飛翔             |  |
| 第7章  | Bx-74    | ウルドターミナル       |  |
| 第8章  | Bx-75    | 神秘なる大地           |  |
| 第9章  | Bx-76    | 水宝玉の加護           |  |
| 第10章 | Bx-77    | デュークモンの啓示     |  |
| 第11章 | Bx-103   | ベルサンディターミナル |  |
| 第12章 | Bx-104   | 聖剣、地に堕つ！       |  |
| 第13章 | Bx-105   | オールデリート         |  |
| 第14章 | Bx-106   | デクスリューション!!   |  |
| 第15章 | Bx-107   | 緊急転送               |  |
| 第16章 | Bx-129   | 新たなる絆             |  |
| 第17章 | Bx-130   | スクルドターミナル     |  |
| 第18章 | Bx-131   | 破滅の使徒降臨!!       |  |
| 第19章 | Bx-132   | オメガインフォース!!   |  |
| 第20章 | Bx-133   | 希望をつなぐ仲間       |  |
| 第21章 | Bx-135   | 聖剣召喚陣の起動！     |  |
| 第22章 | Bx-134   | 究極戦刃王竜剣         |  |

## 用語説明
イグドラシル
デジタルワールドを管理しているホストコンピューター。イグドラシル自体に意思があるのか、それとも“外の世界”に意思があるのかは不明。
Xプログラム
旧デジタルワールドのデジモンを削除するためにイグドラシルが放ったプログラム。
X抗体
デジコアがXプログラムを取り込み生み出したもの。これによりデジコア内の潜在能力をより高度に引き出すことができる。
ゼヴォリューション
X抗体を生み出した、もしくは取り込んだデジモンがする進化。これにより姿形が変化し、新たな能力を身につける。命の持つ「存在することへの本能」が産んだ、“生存し続けようとする進化”。日本語に直すと「 X-進化」、アルファベットに直すと「X-evolution」（“x”＋Evolution【進化】）。
デクスリューション
プロトタイプデジモンの一部に施された、死亡しても他者のデジコアを使って進化を繰り返し、生き続けるという改造が、X抗体でデジコアから引き出されることにより発生した「死のX-進化」。これによって進化したデジモンは肉体が朽ち、理性が無くなろうと本能的に他者のデジコアを喰らい続け、死に続け、生き続ける。命の持つ「存在することへの本能」が産んだ、“死んでもなお存在し続けようとする進化”。アルファベットに直すと「Death-X-Evolution」（“Death【死】＋“x”＋Evolution【進化】）。
ブラストエヴォリューション
デジモンが戦闘中に突然行う進化。詳細は不明だが『デジモンアクセル』でも行っている。
なお、日本語に直すと「突風進化」になる。
NEWデジタルワールド
「現在世界」ベルサンディターミナル、「過去世界」ウルドターミナル、「未来世界」スクルドターミナルに分かれた新たなデジタルワールド。各世界はレイヤー（層）を超えることで行き来することが可能。